# Amerikai nyest
Az amerikai nyest (Martes americana) az emlősök (Mammalia) osztályának ragadozók (Carnivora) rendjébe, ezen belül a menyétfélék (Mustelidae) családjába és a rozsomákformák (Guloninae) alcsaládjába tartozó faj.

## Elterjedése
Kanada és az Amerikai Egyesült Államok területén honos.

## Alfajai
- Martes americana americana
- Martes americana abieticola
- Martes americana abietinoides
- Martes americana actuosa
- Martes americana atrata
- Martes americana caurina
- Martes americana humboldtensis
- Martes americana kenaiensis
- Martes americana nesophila
- Martes americana origensis
- Martes americana sierrae
- Martes americana vancourverensis
- Martes americana vulpina

## Megjelenése
Bozontos farka14-23 cm. Testhossza 32–45 cm, testtömege a hímeknél 0,5-1,3 kg, a nőstényeknél 0,3-0,9 kg.

## Életmódja
Éjszaka aktív. Inkább kisemlősökkel, mint rágcsálókkal táplálkozik. Emellett madarakat, rovarokat eszik, de a dögöt és a gyümölcsöt sem veti meg.

## Szaporodása
A nőstény átlagosan 2-6 kölyköt hozz világra.

## Fordítás
- Ez a szócikk részben vagy egészben  a   Fichtenmarder című német Wikipédia-szócikk fordításán alapul.  Az eredeti cikk szerkesztőit annak laptörténete sorolja fel. Ez a jelzés csupán a megfogalmazás eredetét és a szerzői jogokat jelzi, nem szolgál a cikkben szereplő információk forrásmegjelöléseként.